# Masicera similis
Masicera similis là một loài ruồi trong họ Tachinidae.